# Mary Durojaye
Mary Adeola Temitope Asake Durojaye (Londra, 14 luglio 1990) è un'ex cestista nigeriana naturalizzata britannica.
Ala di 185 cm, ha giocato nelle nazionali giovanili di Inghilterra e Gran Bretagna e in Serie A1 con Priolo.

## Carriera

### Nei club
Cresciuta nelle Harringey Angels, laureata alla Robert Morris University, si è aggregata alla Trogylos Priolo nel settembre 2012.
A dicembre 2012 è ingaggiata dalla Fizzy Muraltese, nel campionato svizzero.

### In Nazionale
Ha disputato un Europeo Under-16 e un Europeo Under-18 con l'Inghilterra under 16 e Inghilterra under 18. Nel 2010, ha vinto la medaglia d'oro all'Europeo Under-20 di Division B con la Gran Bretagna under 20, segnando il canestro decisivo nella finale contro la Slovacchia under 20.
È ancora eleggibile per giocare con la Nazionale nigeriana.

## Statistiche

### Presenze e punti nei club
Dati aggiornati al 30 giugno 2012
| Stagione        | Squadra    | Competizione | Partite | Partite | Partite | Statistiche tiro | Statistiche tiro | Statistiche tiro | Altre statistiche | Altre statistiche | Altre statistiche | Altre statistiche | Altre statistiche |
| Stagione        | Squadra    | Competizione | Pres.   | Titol.  | Minuti  | Tiri da 2        | Tiri da 3        | Liberi           | Rimb.             | Assist            | Rubate            | Stopp.            | Punti             |
| --------------- | ---------- | ------------ | ------- | ------- | ------- | ---------------- | ---------------- | ---------------- | ----------------- | ----------------- | ----------------- | ----------------- | ----------------- |
| '12-dic. '12    | Erg Priolo | Serie A1     | 2       | 0       | 17      | 1/4              | 0                | 0                | 4                 | 0                 | 0                 | 0                 | 2                 |
| Totale carriera |            |              |         |         |         |                  |                  |                  |                   |                   |                   |                   |                   |